# Naturpark Leiser Berge

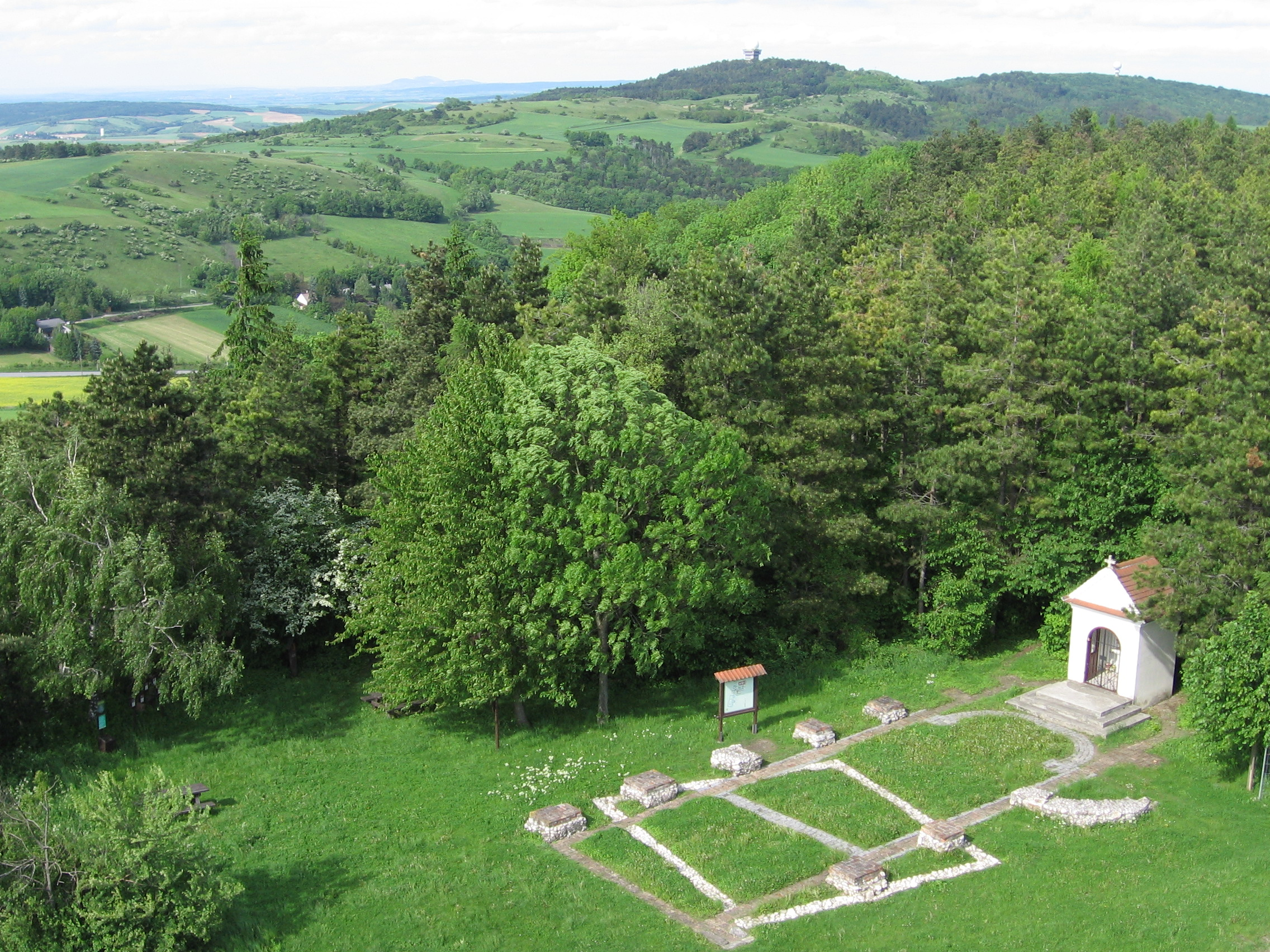
Blick vom Oberleiser Berg zum Buschberg mit seinen Radaranlagen

Das Gebiet der Leiser Berge in Niederösterreich ist als Naturpark Leiserberge und als Landschaftsschutzgebiet Leiser Berge unter Schutz gestellt. Der Naturpark ist frei zugänglich.
Als Begründer gilt Anton Gössinger, dem zu Ehren auf dem Buschberg ein Gedenkstein gesetzt wurde.

## Lage und Naturschutz
Der Naturpark liegt etwa 35 Kilometer nördlich von Wien.
Er erstreckt sich über die Leiser Berge, eine Hügelkette der Klippenzone (Waschbergzone), die im Weinviertel am Rande der Pannonischen Tiefebene die Alpen mit den Karpaten verbindet (Alpen-Karpaten-Vorland). Westlich grenzt der Ernstbrunner Wald an, die Waldgebiete ziehen sich bis Hollabrunn.
Die seit der Jungsteinzeit bewirtschaftete Kulturlandschaft umfasst Eichenmischwälder, Äcker und steppenartige Trockenrasen in einer Höhe um 400 m ü. A. Der geologische Aufbau aus Kalkstein und Mergelkalk und die Lage an der Klimagrenze vom atlantischen zum pannonischen Raum bedingt die östliche Verbreitung vieler Pflanzen und Tiere des eurasischen Steppengürtels.
Der Naturpark wurde 1970 ausgewiesen, die Gesamtfläche beträgt etwa 4000 Hektar. Im selben Jahr wurde auch ein etwas umfassenderes Gebiet im Sinne einer Pufferzone als Landschaftsschutzgebiet ausgewiesen, es umfasst 7000 Hektar, und zwar das Gebiet der Katastralgemeinden Michelstetten und Schletz, Marktgemeinde Asparn an der Zaya; der Katastralgemeinden Au, Dörfles, Ernstbrunn, Klement, Oberleis, Steinbach, alle Marktgemeinde Ernstbrunn; der Katastralgemeinde Pyhra, Gemeinde Gnadendorf sowie der Katastralgemeinden Niederleis und Nodendorf, Gemeinde Niederleis. Zum Naturpark gehören auch kleinere Gebiete in Grafensulz, Gemeinde Ladendorf.
Weite Teile des Naturparks gehören auch zum Europaschutzgebiet Weinviertler Klippenzone (FFH, AT1206A00, 2011, 3.185 ha), das die wichtigsten Ökosysteme und Habitate der Waschbergzone in Österreich schützt.

## Natürliche Sehenswürdigkeiten

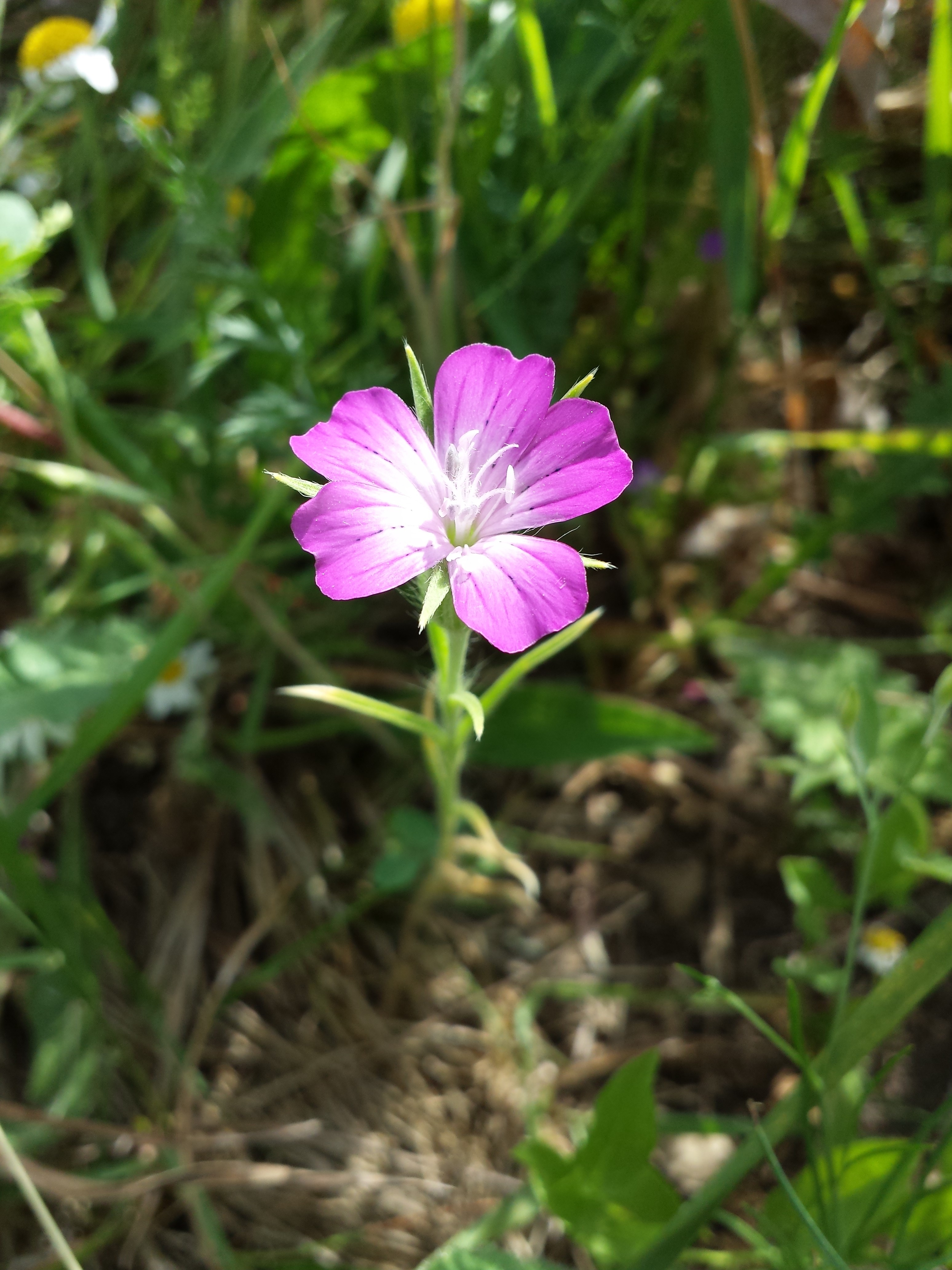
Die Kornrade (Agrostemma githago) ist das Symbol des Naturparks Leiser.

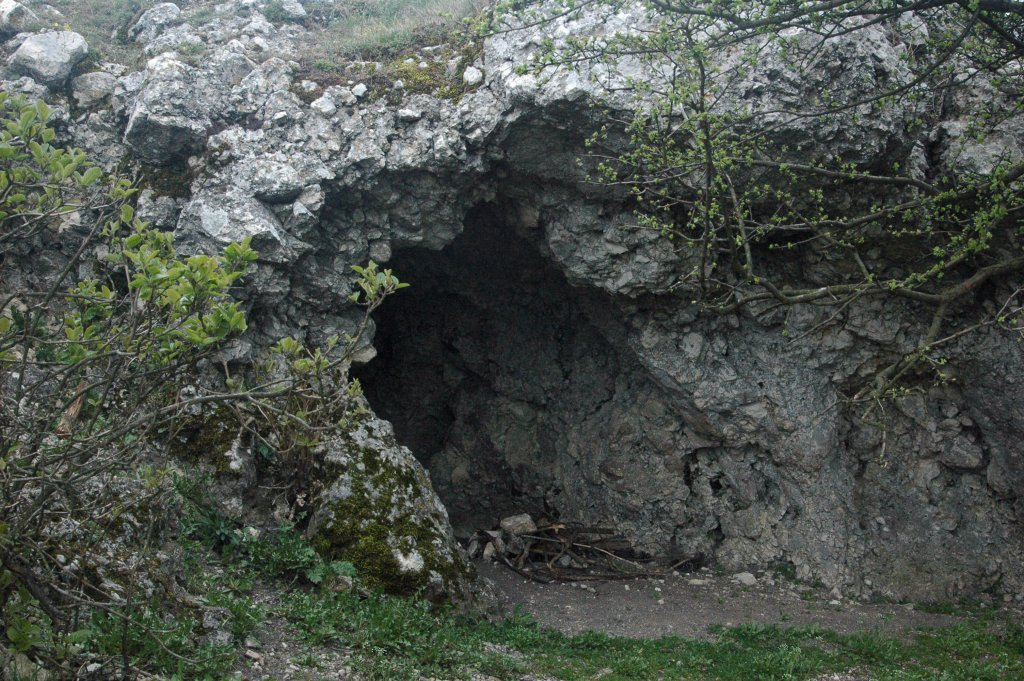
Höhle in den Leiser Bergen

Die Besonderheit des Naturparks ist der steppenartige Trockenrasen, der durch den Süßwasserkalkboden bedingt ist (Kalksubstratsteppe). Der Kalk ist sehr reich an deutlich erkennbaren Fossilien. Besonders im Herbst, wenn die Äcker gepflügt werden, kann man auch als Laie Steinbrocken mit versteinerten Muscheln oder Ammoniten sammeln. Im Naturpark gibt es einige Kalkklippen.
- Klafterbrunnerhöhle (Katasternummer 6847/2) nördlich von Dörfles
- „Galgenberg“ Trockenrasenflächen bei Olgersdorf (Naturdenkmal, NDM MI-090)[3]
- Im ehemaligen Bahnhofsgebäude in Ernstbrunn gibt es einen Fossilienschauraum.

## Errichtete Sehenswürdigkeiten
- Im Gebiet des Naturparks wurde ein Aussichtsturm am Oberleiser Berg errichtet. Im Erdgeschoß dieser Anlage gibt es einen Ausstellungsraum, der über die 6000-jährige Siedlungsgeschichte dieses Ortes informiert. In unmittelbarer Umgebung des Aussichtsturmes wurden die Grundmauern der steinzeitlichen Gebäude (Keltensiedlung Oberleiserberg) und die Fundamente einer frühmittelalterlichen Kirche am Boden gekennzeichnet.
- Am Buschberg gibt es eine Schutzhütte, die Buschberghütte, diese liegt am Weinviertelweg 632.
- In Simonsfeld gibt es einen Bauernmarkt mit Verkauf von regionalen Produkten.
- In Dörfles bei Ernstbrunn steht Schloss Ernstbrunn mit bedeutendem Landschaftspark, dort ist auch der Wildpark Ernstbrunn angesiedelt, der auch das Wolf Science Center, ein bedeutendes Wolfsforschungszentrum, beherbergt.

## Rechtsquellen
- Verordnung über die Naturparks, LGBl. 5500/50-0, i.d.g.F.
- Verordnung über die Landschaftsschutzgebiete, LGBl. 5500/35-0, i.d.g.F.